# Elezioni parlamentari in Groenlandia del 2002
Le elezioni parlamentari in Groenlandia del 2002 si tennero il 3 dicembre per il rinnovo dell'Inatsisartut. In seguito all'esito elettorale, Hans Enoksen, espressione di Siumut, divenne Primo ministro.

## Risultati
| Liste             | Voti   | %     | Seggi |
| ----------------- | ------ | ----- | ----- |
| Siumut            | 8.151  | 28,80 | 10    |
| Inuit Ataqatigiit | 7.244  | 25,59 | 8     |
| Atassut           | 5.780  | 20,42 | 7     |
| Demokraatit       | 4.558  | 16,10 | 5     |
| Kattusseqatigiit  | 1.510  | 5,34  | 1     |
| Arnat Partiiat    | 686    | 2,42  | -     |
| Indipendenti      | 374    | 1,32  | -     |
| Totale            | 28.303 |       | 31    |

## Eletti
Siumut (10):
- Ole Dorph
- Hans Enoksen
- Ruth Heilmann
- Doris Jakobsen
- Jørgen Wæver Johansen
- Enos Lyberth
- Jonathan Motzfeldt
- Jens Napatoq
- Simon Olsen
- Mikael Petersen

Inuit Ataqatigiit (8):
- Agathe Fontain
- Ane Hansen
- Kuupik Kleist
- Aqqaluk Lynge
- Josef Motzfeldt
- Asii Narup
- Johan Lund Olsen
- Henriette Rasmussen

Atassut (7):
- Jensine Berthelsen
- Isak Davidsen
- Otto Jeremiassen
- Finn Karlsen
- Ellen Kristensen
- Augusta Salling
- Jakob Sivertsen

Demokraatit (5):
- Per Berthelsen
- Palle Christiansen
- Marie Fleischer
- Astrid Fleischer Rex
- Per Skaaning

Kattusseqatigiit (1):
- Anthon Frederiksen